# Nội chiến Afghanistan (1992–1996)
Bài viết này đề cập đến một phần lịch sử Afghanistan đương đại bắt đầu từ ngày 28 tháng 4 năm 1992, ngày mà chính phủ Afghanistan lâm thời mới được cho là sẽ thay thế Cộng hòa Afghanistan của Tổng thống Mohammad Najibullah, và cuộc chinh phục Kabul của Taliban để thành lập Tiểu vương quốc Hồi giáo của Afghanistan vào ngày 27 tháng 9 năm 1996.
Vào ngày 25 Tháng 4 năm 1992, một cuộc nội chiến đã bắt đầu giữa ba nhóm, sau này là năm và sáu nhóm quân sự Mujahideen, bao gồm Hezb-e Islami Gulbuddin do Gulbuddin Hekmatyar và được lực lượng Tình báo Liên ngành của Pakistan (ISI) hỗ trợ đã từ chối thành lập chính phủ liên minh với các nhóm mujahideen khác và cố gắng đánh chiếm Kabul cho riêng mình. Sau bốn tháng, nửa triệu cư dân của Kabul đã phải rời bỏ thành phố vốn đã bị bắn phá nặng nề.
Những năm sau đó, một số nhóm chiến binh trong số đó đã thành lập liên minh, và thường xuyên phá vỡ các liên minh này. Vào giữa năm 1994, dân số ban đầu gồm 2 triệu người của Kabul đã giảm xuống còn 500.000 người. Trong năm 1995–96, lực lượng dân quân mới Taliban, được hỗ trợ bởi Pakistan và ISI, đã trở thành lực lượng mạnh nhất. Cuối năm 1994, Taliban chiếm Kandahar, năm 1995 chiếm Herat, đầu tháng 9 năm 1996 chiếm Jalalabad, và cuối cùng vào cuối tháng 9 năm 1996, họ chiếm được Kabul. Giao tranh sẽ tiếp tục trong những năm tiếp theo, thường là giữa Taliban hiện đang chiếm ưu thế và các nhóm khác (xem Nội chiến Afghanistan (1996–2001)).

## Bối cảnh
Vào tháng 3 năm 1992, Tổng thống Mohammad Najibullah, vì mất đi sự ủng hộ của Liên Xô để duy trì chính phủ, đã đồng ý từ chức và nhường chỗ cho một chính phủ lâm thời trung lập. Một số phe mujahideen bắt đầu đàm phán để thành lập chính phủ liên minh quốc gia. Nhưng một nhóm, Hezb-e Islami Gulbuddin do Gulbuddin Hekmatyar lãnh đạo, có lẽ được hỗ trợ và chỉ đạo bởi Cơ quan Tình báo Liên ngành của Pakistan (ISI), đã không tham gia đàm phán và tuyên bố sẽ một mình chiếm lấy Kabul. Hekmatyar chuyển quân đến Kabul, và đã tiến vào thành phố này ngay sau ngày 17 tháng 4. Điều này khiến các nhóm mujahideen khác không còn lựa chọn nào khác ngoài việc cũng kéo quân tiến vào Kabul vào ngày 24 tháng 4, để ngăn chặn Hekmatyar tiếp quản thành phố và đất nước này.
Điều này đã châm ngòi cho một cuộc nội chiến giữa năm hoặc sáu lực lượng quân sự đối địch, (gần như) tất cả các lực lượng này đều được nước ngoài hậu thuẫn. Một số nhóm mujahideen tuyên bố thành lập 'chính phủ lâm thời' vào ngày 26 tháng 4 năm 1992 nhưng chính phủ này không bao giờ đạt được quyền lực thực sự đối với Afghanistan.

## Sơ lược về cuộc nội chiến (1992–96)

### Cuộc chiến tranh giành Kabul (28 tháng 4 năm 1992–93)
Cuộc chiến đấu tranh giành Kabul đã bắt đầu vào ngày 25 tháng 4 năm 1992, với sự tham gia của sáu lực lượng: Hezb-e Islami Gulbuddin, Jamiat-e Islami, Harakat-i-Inqilab-i-Islami, Ittehad-e Islami, Hezb-i Wahdat và Junbish-i Milli. Lãnh chúa Mujahideen Gulbuddin Hekmatyar (Hezb-e Islami Gulbuddin), sau khi hội đàm với lãnh đạo mujahideen Ahmad Shah Massoud (Jamiat-e Islami) vào ngày 25 tháng 5 năm 1992, được đề nghị làm thủ tướng trong 'chính phủ lâm thời bị tê liệt' của Tổng thống Mujaddidi. Nhưng thỏa thuận này đã tan vỡ vào ngày 29 tháng 5 khi Mujaddidi cáo buộc Hekmatyar đã bắn tên lửa vào máy bay của Mujaddidi trở về từ Islamabad.
Đến ngày 30 tháng 5 năm 1992, lực lượng mujahideen của Jamiat-e Islami và Junbish-i Milli lại chiến đấu chống lại Hezb-e Islami Gulbuddin của Hekmatyar ở miền nam Kabul. Vào tháng 5  hoặc đầu tháng 6, Hekmatyar bắt đầu pháo kích xung quanh Kabul, có lẽ với sự hỗ trợ đáng kể từ Cơ quan Tình báo Liên ngành của Pakistan (ISI). Tháng 6 Junbish-i Milli và Jamiat-e Islami bị pháo kích vào các khu vực phía nam Kabul, Ittehad-e Islami và Hezb-i Wahdat đã giao tranh với nhau ở phía tây Kabul. Vào cuối tháng 6 năm 1992, Burhanuddin Rabbani tiếp quản chức Tổng thống lâm thời từ Mujaddidi, như được quy định trong Hiệp định Peshawar - một 'chính phủ lâm thời' bị tê liệt ngay từ khi tuyên bố vào tháng 4 năm 1992.
Trong những năm còn lại của năm 1992, hàng trăm quả rocket đã được phóng vào Kabul, hàng nghìn người chủ yếu là dân thường thiệt mạng, nửa triệu người bỏ chạy khỏi thành phố. Năm 1993, các phe phái dân quân đối địch tiếp tục chiến đấu ở Kabul, một số hiệp ước ngừng bắn và các hiệp định hòa bình đã không được tuân thủ. Theo Tổ chức Theo dõi Nhân quyền, trong giai đoạn 1992–95, năm đội quân mujahideen khác nhau đã góp phần gây thiệt hại nặng nề cho Kabul, mặc dù các nhà phân tích khác đổ lỗi chủ yếu cho nhóm Hezb-e Islami Gulbuddin. 

### Chiến tranh mở rộng (1994)
Vào tháng Giêng năm 1994, các lực lượng Junbish-i Milli của Dostum và Hezb-i Wahdat tham gia đồng minh với phe Hezb-e Islami Gulbuddin của Hekmatyar. Giao tranh năm 1994 cũng nổ ra ở thị trấn Mazar-i-Sharif, miền bắc nước này. Vào tháng 11 năm 1994, lực lượng dân quân mới Taliban đã đánh chiếm thành phố Kandahar. Đến tháng 1 năm 1995, Taliban đã kiểm soát 12 tỉnh của Afghanistan.

### Chiến tranh lan rộng khắp Afghanistan và sự trỗi dậy của Taliban (1995–96)
Năm 1995, cuộc nội chiến ở Afghanistan đã diễn ra giữa ít nhất bốn bên: 'chính phủ lâm thời' của Burhanuddin Rabbani với Ahmad Shah Massoud và lực lượng Jamiat-e Islami của ông; Taliban; Abdul Rashid Dostum với lực lượng Junbish-e Melli-ye Islami của mình; và Hezb-i Wahdat. Taliban đã chiếm được Ghazni (phía nam Kabul) và tỉnh Maidan Wardak (phía tây Kabul) và vào tháng 2 đã tiếp cận Kabul. Taliban sau đó tiếp tục pháo kích vào Kabul và tấn công lực lượng của Massoud ở Kabul.
Theo các nhà phân tích, vào năm 1996, Taliban đã lớn mạnh hơn với sự hỗ trợ mạnh mẽ từ Pakistan. Điều này khiến một số phe phái tham chiến khác thành lập các liên minh mới, bắt đầu với 'chính phủ lâm thời' của Burhanuddin Rabbani và Hekmatyar với Hezb-e Islami Gulbuddin của ông vào đầu tháng 3. Vào tháng 7, một chính phủ mới được thành lập từ 5 phe phái: Jamiat-e Islami Rabbani, Hezb-e Islami Gulbuddin, Ittehad-e Islami của Abdul Rasul Sayyaf, Harakat-i-Islami, và Akbari của Hezb-i Wahdat. Những liên minh này không ngăn được bước tiến và chiến thắng của Taliban. Vào ngày 27 tháng 9 năm 1996, Taliban, kiểm soát phần lớn các khu vực phía tây, nam và đông Afghanistan, đã chiếm được Kabul và tự tuyên bố mình là Tiểu vương quốc Hồi giáo Afghanistan.